# Battlehawks 1942
Battlehawks 1942 est un jeu vidéo de combat aérien développé et édité par Lucasfilm Games en 1988. C’est le premier jeu d’une trilogie de jeu se déroulant pendant la Seconde Guerre mondiale et publié par Lucasfilm avant Their Finest Hour: The Battle of Britain (1989) et Secret Weapons of the Luftwaffe (1991). Le jeu propose de revivre les principales batailles navales de la Guerre du Pacifique.

## Système de jeu
Le joueur peut choisir plusieurs théâtres d'opérations :
- La bataille de la mer de Corail
- La bataille de Midway
- La bataille des Salomon orientales
- La bataille des îles Santa Cruz

il peut également choisir de jouer :
- Sur un chasseur (missions d'interception, typiquement, l'appareil américain Grumman F4F Wildcat)
- Sur un bombardier torpilleur (missions d'attaque - voler au ras de l'eau pour torpiller un navire ennemi)
- Sur un bombardier de piqué (typiquement, l'appareil américain Douglas SBD Dauntless : ces missions sont les plus impressionnantes, il s'agit de voler très haut et, une fois au-dessus du navire ennemi, piquer en flèche sur lui pour larguer sa bombe au dernier moment)

Et enfin, il est possible de jouer :
- du côté américain
- du côté japonais

Le jeu était d'un réalisme saisissant pour l'époque en dépit de ses faibles qualités graphiques. Néanmoins, jouer le rôle d'un bombardier de piqué plongeant sur un porte-avions japonais reste une expérience troublante.
Le jeu fut également salué pour son acuité historique. Des scènes telles que la destruction du porte-avions américain Yorktown sont remarquablement fidèles à la réalité. À noter que Lucasfilm Games s'était entouré de conseillers techniques de premier choix (notamment Richard Best, qui coula un porte-avions japonais à bord d'un Dauntless pendant la bataille de Midway).